# DN39D
De DN39D (Drum Național 39D of Nationale weg 39D) is een weg in Roemenië. Hij loopt van de DN39 naar de badplaats Jupiter. De weg is 1,8 kilometer lang.